# Rowlett (Teksas)
Rowlett je grad u američkoj saveznoj državi Teksas. Prema popisu stanovništva iz 2010. u njemu je živjelo 56.199 stanovnika.